# Gunung Krueng Nabat
Gunung Krueng Nabat är ett berg i Indonesien.   Det ligger i provinsen Aceh, i den västra delen av landet, 1 700 km nordväst om huvudstaden Jakarta. Toppen på Gunung Krueng Nabat är 340 meter över havet.
Terrängen runt Gunung Krueng Nabat är kuperad åt nordväst, men åt sydost är den platt. Terrängen runt Gunung Krueng Nabat sluttar söderut. Runt Gunung Krueng Nabat är det glesbefolkat, med 15 invånare per kvadratkilometer. I omgivningarna runt Gunung Krueng Nabat växer i huvudsak städsegrön lövskog.